# ماكسويل ميلر
ماكسويل ميلر (بالإنجليزية: Maxwell Miller)‏ هو صحفي وسياسي أسترالي، ولد في 1832 في لندن في المملكة المتحدة، وتوفي في 10 أبريل 1867. انتخب عضو مجلس نواب تسمانيا.